# Solitairica
Solitairica est un jeu vidéo de type stratégie au tour par tour et rogue-like développé et édité par Righteous Hammer Games, sorti en 2016 sur Windows, Mac, iOS et Android.

## Système de jeu
Le jeu est un mélange de solitaire et de combat au tour par tour inspiré des jeux vidéo de rôle. Les ennemis sont générés aléatoirement ce qui donne au jeu un aspect rogue-like.

## Accueil
- TouchArcade : 4,5/5[1]